# Zhao Hong
Zhao Hong (em chinês:  趙紅; 4 de novembro de 1966) é uma ex-jogadora de voleibol da China que competiu nos Jogos Olímpicos de 1988.
Em 1988, ela fez parte da equipe chinesa que conquistou a medalha de bronze no torneio olímpico.